# Christina Pedersen (Schiedsrichterin)

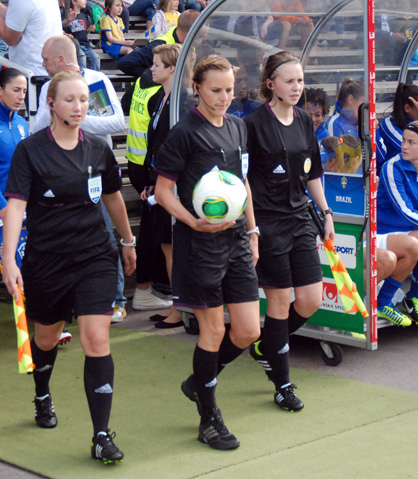
Christina Pedersen (2013)

Christina Westrum Pedersen (* 9. April 1981) ist eine norwegische Fußballschiedsrichterin.
Bei der Weltmeisterschaft 2011 in Deutschland leitete Pedersen zwei Spiele in der Gruppenphase und wurde zweimal als Vierte Offizielle eingesetzt. Zudem war sie zuvor bereits bei der U-20-Weltmeisterschaft 2010 in Deutschland im Einsatz.
Beim olympischen Fußballturnier 2012 in London leitete Pedersen zwei Gruppenspiele sowie das Halbfinale zwischen Kanada und den Vereinigten Staaten (3:4 n. V., 3:3).